# Regine Mösenlechner
Regine Mösenlechner (ur. 1 kwietnia 1961 w Inzell) – niemiecka narciarka alpejska reprezentująca też RFN, brązowa medalistka mistrzostw świata.

## Kariera
Pierwsze punkty do klasyfikacji generalnej Pucharu Świata wywalczyła 4 stycznia 1975 roku w Garmisch-Partenkirchen, zajmując siódme miejsce w slalomie. Na podium zawodów tego cyklu po raz pierwszy stanęła 6 marca 1981 roku w Aspen, kończąc rywalizację w zjeździe na drugiej pozycji. W zawodach tych rozdzieliła na podium Austriaczkę Elisabeth Kirchler i Cindy Nelson z USA. Łącznie osiem razy stawała na podium zawodów pucharowych, odnosząc przy tym jedno zwycięstwo: 2 grudnia 1989 roku w Vail triumfowała w supergigancie. Najlepsze wyniki osiągnęła w sezonie 1978/1979, kiedy zajęła dwunaste miejsce w klasyfikacji generalnej. Ponadto w sezonie 1987/1988 była trzecia w klasyfikacji supergiganta.
W 1987 roku wystartowała na mistrzostwach świata w Crans-Montana, gdzie wywalczyła brązowy medal w zjeździe. Wyprzedziły ją tam tylko dwie Szwajcarii: Maria Walliser i Michela Figini. Był to jej jedyny medal wywalczony na międzynarodowej imprezie tej rangi. Była też między innymi piąta w zjeździe na mistrzostwach świata w Bormio oraz w supergigancie podczas mistrzostw świata w Vail cztery lata później. W 1980 roku wystartowała na igrzyskach olimpijskich w Lake Placid, gdzie nie ukończyła rywalizacji w gigancie i slalomie. Na rozgrywanych cztery lata później igrzyskach w Sarajewie zajęła 17. miejsce w supergigancie. Najlepsze wyniki olimpijskie osiągnęła podczas igrzysk w Calgary w 1988 roku, gdzie była siódma w zjeździe i czwarta w supergigancie. W drugiej z tych konkurencji walkę o podium przegrała z Kanadyjką Karen Percy o 0,04 sekundy. Brała też udział w igrzyskach olimpijskich w Albertville w 1992 roku, zajmując 14. miejsce w supergigancie.
W 1992 roku zakończyła karierę.
Jej mężem jest Armin Bittner.

## Osiągnięcia

### Igrzyska olimpijskie
| Miejsce | Dzień     | Rok  | Miejscowość | Konkurencja | Czas biegu | Strata | Zwyciężczyni       |
| ------- | --------- | ---- | ----------- | ----------- | ---------- | ------ | ------------------ |
| DNF2    | 21 lutego | 1980 | Lake Placid | Gigant      | 2:41,66    | –      | Hanni Wenzel       |
| DNF1    | 23 lutego | 1980 | Lake Placid | Slalom      | 1:25,09    | –      | Hanni Wenzel       |
| 17.     | 16 lutego | 1984 | Sarajewo    | Zjazd       | 1:13,36    | +1,80  | Michela Figini     |
| 7.      | 19 lutego | 1988 | Calgary     | Zjazd       | 1:25,86    | +1,30  | Marina Kiehl       |
| 4.      | 22 lutego | 1988 | Calgary     | Supergigant | 1:19,03    | +1,30  | Sigrid Wolf        |
| 14.     | 18 lutego | 1992 | Albertville | Supergigant | 1:21,22    | +3,63  | Deborah Compagnoni |

### Mistrzostwa świata
| Miejsce | Dzień     | Rok  | Miejscowość            | Konkurencja | Czas biegu | Strata     | Zwyciężczyni   |
| ------- | --------- | ---- | ---------------------- | ----------- | ---------- | ---------- | -------------- |
| 10.     | 3 lutego  | 1978 | Garmisch-Partenkirchen | Slalom      | 1:24,85    | +2,58      | Lea Sölkner    |
| 17.     | 4 lutego  | 1978 | Garmisch-Partenkirchen | Gigant      | 2:41,15    | +4,98      | Maria Epple    |
| DNF2    | 21 lutego | 1980 | Lake Placid            | Gigant      | 2:41,66    | –          | Hanni Wenzel   |
| DNF1    | 23 lutego | 1980 | Lake Placid            | Slalom      | 1:25,09    | –          | Hanni Wenzel   |
| 5.      | 3 lutego  | 1985 | Bormio                 | Zjazd       | 1:26,96    | +1,68      | Michela Figini |
| 14.     | 4 lutego  | 1985 | Bormio                 | Kombinacja  | 18,72 pkt  | +80,05 pkt | Erika Hess     |
| 3.      | 1 lutego  | 1987 | Crans-Montana          | Zjazd       | 1:43,80    | +1,06      | Maria Walliser |
| 14.     | 3 lutego  | 1987 | Crans-Montana          | Supergigant | 1:19,17    | +3,18      | Maria Walliser |
| 19.     | 5 lutego  | 1989 | Vail                   | Zjazd       | 1:46,50    | +2,60      | Maria Walliser |
| 5.      | 8 lutego  | 1989 | Vail                   | Supergigant | 1:19,46    | +0,62      | Ulrike Maier   |

### Puchar Świata

#### Miejsca w klasyfikacji generalnej
- sezon 1974/1975: 39.
- sezon 1977/1978: 28.
- sezon 1978/1979: 12.
- sezon 1979/1980: 15.
- sezon 1980/1981: 21.
- sezon 1981/1982: 69.
- sezon 1982/1983: 79.
- sezon 1983/1984: 35.
- sezon 1984/1985: 31.
- sezon 1985/1986: 20.
- sezon 1986/1987: 17.
- sezon 1987/1988: 15.
- sezon 1988/1989: 14.
- sezon 1989/1990: 18.
- sezon 1990/1991: 57.
- sezon 1991/1992: 46.

#### Miejsca na podium w zawodach Pucharu Świata
1. Aspen – 6 marca 1981 (zjazd) – 2. miejsce
2. Pfronten – 16 stycznia 1987 (zjazd) – 2. miejsce
3. Calgary – 8 marca 1987 (zjazd) – 3. miejsce
4. Leukerbad – 12 grudnia 1987 (supergigant) – 3. miejsce
5. Aspen – 5 marca 1988 (zjazd) – 2. miejsce
6. Schladming – 26 listopada 1988 (supergigant) – 3. miejsce
7. Val d’Isère – 2 grudnia 1988 (zjazd) – 2. miejsce
8. Vail – 2 grudnia 1989 (supergigant) – 1. miejsce